# Suyen Barahona
Suyen Barahona Cuan (Managua, 9 de juny de 1977) és una política nicaragüenca. Presidenta de la formació Unamos (antigament Movimiento Renovador Sandinista) d'ençà del 19 de novembre del 2017, forma part dels detinguts durant l'onada d'arrestació d'opositors, com ara l'historiadora i ex-guerrillera Dora María Téllez, encetada el 5 de juny del 2021 pel govern dirigit pel sandinista Daniel Ortega emparant-se en la llei 1055, dita Guillotina, aprovada al desembre del 2020. La dirigent opositora al govern d'Ortega va ser arrestada el 13 de juny arran d'una operació policial a casa seva.